# NGC 2808
NGC 2808は、りゅうこつ座の方角にある球状星団である。100万個以上の恒星を含む銀河系で最も質量の大きな星団の1つである。年齢は125億歳と推定されている。
銀河潮汐により破壊されており、長い潮汐尾を持つ。

## 星形成
NGC 2808は、典型的な球状星団と同様に、同じ物質から同時に形成された1世代分の恒星しか含まれていないと考えられていた。2007年、パドゥア大学のジャンポリオ・ピオット率いる天文学者のチームは、ハッブル宇宙望遠鏡が掃天観測用高性能カメラを用いて2005年と2006年に撮影した画像を分析し、予期せず、この星団が、全てが星団形成から2億年以内に生まれた3世代の恒星を含むことを発見した。
第1世代の恒星からの放射が残ったガスを星団の外に吹き飛ばすため、球状星団は1世代の星形成しかできないと考えられていた。しかし、NGC 2808のような大質量の星団の場合、ガスを引き留めるのに十分な重力を持ちうるため、第2世代、第3世代の恒星が形成されたと考えられる。
他の解釈としては、これが実際には、銀河系と衝突した矮小銀河の残った核（ガイア・ソーセージ）であるとするものがある。